# Gustaf Bielke
Gustaf Bielke, född 29 september 1618 på Frösvik, död 23 oktober 1661 på Almenäs säteri utanför Borås, var en svensk diplomat, kammarherre och hovrättspresident. Han var friherre till Korpo och herre till Frösvik, Åkerö och Edshammar.

## Biografi
Bielke var son till riksrådet Nils Turesson Bielke. Han företog som ung en utrikes studieresa och skrevs därefter in som student vid Leidens universitet 1639. Bilke blev kammarherre 1640, vice president i Svea hovrätt 1645, president i Dorpats hovrätt 1647 samt häradshövding i Satakunda, Vemo och Tövsala 1648. 1650 utnämndes han till riksråd. Han var vid denna tid påtänkt för diplomatiska uppdrag i Holland och även som delegat vid fredskongressen i Lübeck 1651, men fortsatte då inom tjänstemannabanan. 1654 blev han ledamot av kommissionen för inrymmande av drottning Kristinas underhållsgods i Pommern och Mecklenburg och hovrättsråd i Svea hovrätt. 1655 blev han dock i samband med utbrottet av Karl X Gustavs polska krig chef för en delegation till storfurst Aleksej Michajlovitj i Moskva tillsammans med generalmajor Alexander von Essen och hovrådet Filip Krusenstjerna. Deras ärende var att efter det svenska tronskiftet utbyta stadfästelsebrev på Freden i Stolbova men även att få information om Rysslands ställning till hans krig med Polen och försöka hindra ett fredsavtal mellan Ryssland och Polen samt om möjligt sluta ett förbund eller åtminstone utveckla vänskapliga förbindelser med Ryssland. Ett förslag på delning av Polen mellan Sverige och Ryssland fanns även, men på grund av de svenska framgångarna och de ryska motgångarna i kriget mot Polen valde man en ganska begränsad utbredning av den ryska intressessfären. Senare gick det bättre för ryssarna, och då tsaren lade sig till med titlar som svenske kungen inte kunde acceptera och förhandlingarna misslyckades. 1656 överfördes legaterna till ett hovområde utanför staden där de hölls i husarrest under två års tid. Sedan den av kejsaren framförhandlade ryskpolska vänskapen brutit och Sveriges framgångar i kriget mot Danmark ökat tsarens förhandlingsvillighet och i maj 1658 frisläppes sändebuden för förnyade fredsunderhandlingar vid gränsen. Förhandlingarna leddes av Bielke med biträde av Krusenstierna, guvernören i Estland Bengt Horn och hovrådet JOhan Månsson Silfverstierna och ledde till stilleståndsfördraget i Vallisaari 20 december 1658. Bielke var därefter ledamot av kommissoralrätten i Malmö över Corfitz Ulfeldt 30 juli 1659 och kommissarie i reduktionskollegium 14 december 1660.
Men den av kejsaren medlade ryskpolska vänskapen bröts ånyo, och Karl Gustavs segrar i Danmark ökade tsarens böjelse för en fred med Sverige, som underlättades av en svensk eftergift i titelfrågan. Sändebuden fingo lämna den ryska huvudstaden vid slutet av maj månad 1658 för att upptaga fredsunderhandlingar på gränsen. Dessa leddes av Bielke med biträde av Krusenstjerna, guvernören i Estland Bengt Horn och hovrådet Johan Månsson Silfverstierna och förde till stilleståndsfördraget i Wallisaar 20 dec, som i sinom tid tre år senare förvandlades till fred i Kardis.